# Ладівщина
Ладівщина (до 17 лютого 2016 року — Пролетарське) — село в Україні, у Прилуцькому районі Чернігівської області. Населення становить 26 осіб. Входить до складу Сухополов'янської сільської громади.

## Історія
Найдавніше знаходження на мапах 1826-1840 рік як Лидовщина.
У 1862 році на хуторі володарському Ладівщина була церква та 25 дворів де жило 137 осіб.
У 1911 році на хуторі Ладівщина жило 225 осіб.
До 2016 року село носило назву Пролетарське.
До 2019 року орган місцевого самоврядування — Мазківська сільська рада.

## Населення

### Мова
Розподіл населення за рідною мовою за даними перепису 2001 року:
| Мова       | Кількість | Відсоток |
| ---------- | --------- | -------- |
| українська | 26        | 100%     |